# 굿 로맨스
"굿 로맨스"(Good Romance)는 한국에서 제작된 이송희일 감독의 2001년 멜로/로맨스 영화이다. 박미현 등이 주연으로 출연하였다.

## 출연

### 주연
- 박미현
- 이영훈

## 기타
- 프로듀서: 김일권
- 제작부: 허상례
- 조명: 강성훈
- 조명부: 조민주
- 연출부: 정현진
- 스크립터: 김성은
- 녹음: 김수현
- 사운드: 이경준
- 미술: 김수현
- 붐오퍼레이터: 이경준
- 조연출: 진승범
- 조연출: 진승범